# Campeón de Campeones 1971-72
El Campeón de Campeones 1971-72 fue la XXVIII edición del Campeón de Campeones que enfrentó al campeón de la Liga 1971-72: Cruz Azul y al campeón de la Copa México 1971-72: León.
El título se jugó a partido único realizado en el Estadio Azteca de la Ciudad de México. Al final de éste, el León consiguió adjudicarse por quinta vez en su historia este trofeo.

## Participantes
| Cruz Azul |  |  |  | Campeón de la Primera División de México (1971-72) |
| León      |  |  |  | Campeón de la Copa México (1971-72)                |

## Sede
| Ciudad de México                |
| ------------------------------- |
| Estadio Azteca                  |
| Capacidad: 110 000 espectadores |
|                                 |

## El partido
| 17 de septiembre de 1972 | Cruz Azul                                        | 0:0 (t. s.)(2:3 p.)        | León                               | Estadio Azteca, Ciudad de México                                       |  |
|                          |                                                  |                            |                                    | Asistencia: 40 000 espectadores Árbitro(s): Alfonso González Archundia |  |
|                          |                                                  | Tiros desde el punto penal |                                    |                                                                        |  |
|                          | - Guzmán - Alejándrez - Pulido - Vera - Quintano |                            | - Chávez - Gómez - Davino - Valdez |                                                                        |  |

|       | POR   | Enrique Meza           |    |
|       | DEF   | Marco Antonio Ramírez  |    |
|       | DEF   | Javier Guzmán          |    |
|       | DEF   | Alberto Quintano       |    |
|       | DEF   | Javier Sánchez Galindo |    |
|       | MED   | Héctor Pulido          |    |
|       | MED   | Juan Manuel Alejándrez |    |
|       | MED   | Cesáreo Victorino      | ?' |
|       | DEL   | Fernando Bustos        |    |
|       | DEL   | Eladio Vera            |    |
|       | DEL   | Alberto Gómez          | ?' |
| D. T. | D. T. | Raúl Cárdenas          |    |

|       | POR   | Darío Miranda        |    |
|       | DEF   | Guillermo García     |    |
|       | DEF   | Héctor Santoyo       |    |
|       | DEF   | Ernesto Pedraza      |    |
|       | DEF   | Carlos Gómez         |    |
|       | MED   | Jorge Davino         |    |
|       | MED   | Salvador Enríquez    | ?' |
|       | MED   | Mario Ayala          |    |
|       | DEL   | José de Jesús Valdez |    |
|       | DEL   | Juan José Valiente   | ?' |
|       | DEL   | Roberto Salomone     |    |
| D. T. | D. T. | Antonio Carbajal     |    |

|  | MED | Orlando Bandala       | ?' |
|  | DEL | Horacio López Salgado | ?' |

|  | MED | Mario Cuevas  | ?' |
|  | DEL | Rafael Chávez | ?' |

|  |  |  |

| Acierto de penal · Acierto de penal · Fallo de penal (atajado) · Fallo de penal · Fallo de penal (atajado) | Javier Guzmán Juan Manuel Alejandrez Héctor Pulido Eladio Vera Alberto Quintano | 1:0 2:1 2:2 2:3 |

| Acierto de penal · Fallo de penal · Acierto de penal · Acierto de penal | Rafael Chávez Carlos Gómez Jorge Davino José de Jesús Valdez | 1:1 1:2 2:2 2:3 |

| Principal | Alfonso González Archundia |

|       | POR   | Enrique Meza           |    |
|       | DEF   | Marco Antonio Ramírez  |    |
|       | DEF   | Javier Guzmán          |    |
|       | DEF   | Alberto Quintano       |    |
|       | DEF   | Javier Sánchez Galindo |    |
|       | MED   | Héctor Pulido          |    |
|       | MED   | Juan Manuel Alejándrez |    |
|       | MED   | Cesáreo Victorino      | ?' |
|       | DEL   | Fernando Bustos        |    |
|       | DEL   | Eladio Vera            |    |
|       | DEL   | Alberto Gómez          | ?' |
| D. T. | D. T. | Raúl Cárdenas          |    |

|       | POR   | Darío Miranda        |    |
|       | DEF   | Guillermo García     |    |
|       | DEF   | Héctor Santoyo       |    |
|       | DEF   | Ernesto Pedraza      |    |
|       | DEF   | Carlos Gómez         |    |
|       | MED   | Jorge Davino         |    |
|       | MED   | Salvador Enríquez    | ?' |
|       | MED   | Mario Ayala          |    |
|       | DEL   | José de Jesús Valdez |    |
|       | DEL   | Juan José Valiente   | ?' |
|       | DEL   | Roberto Salomone     |    |
| D. T. | D. T. | Antonio Carbajal     |    |

|  | MED | Orlando Bandala       | ?' |
|  | DEL | Horacio López Salgado | ?' |

|  | MED | Mario Cuevas  | ?' |
|  | DEL | Rafael Chávez | ?' |

|  |  |  |

| Acierto de penal · Acierto de penal · Fallo de penal (atajado) · Fallo de penal · Fallo de penal (atajado) | Javier Guzmán Juan Manuel Alejandrez Héctor Pulido Eladio Vera Alberto Quintano | 1:0 2:1 2:2 2:3 |

| Acierto de penal · Fallo de penal · Acierto de penal · Acierto de penal | Rafael Chávez Carlos Gómez Jorge Davino José de Jesús Valdez | 1:1 1:2 2:2 2:3 |

| Principal | Alfonso González Archundia |

|       | POR   | Enrique Meza           |    |
|       | DEF   | Marco Antonio Ramírez  |    |
|       | DEF   | Javier Guzmán          |    |
|       | DEF   | Alberto Quintano       |    |
|       | DEF   | Javier Sánchez Galindo |    |
|       | MED   | Héctor Pulido          |    |
|       | MED   | Juan Manuel Alejándrez |    |
|       | MED   | Cesáreo Victorino      | ?' |
|       | DEL   | Fernando Bustos        |    |
|       | DEL   | Eladio Vera            |    |
|       | DEL   | Alberto Gómez          | ?' |
| D. T. | D. T. | Raúl Cárdenas          |    |

|       | POR   | Darío Miranda        |    |
|       | DEF   | Guillermo García     |    |
|       | DEF   | Héctor Santoyo       |    |
|       | DEF   | Ernesto Pedraza      |    |
|       | DEF   | Carlos Gómez         |    |
|       | MED   | Jorge Davino         |    |
|       | MED   | Salvador Enríquez    | ?' |
|       | MED   | Mario Ayala          |    |
|       | DEL   | José de Jesús Valdez |    |
|       | DEL   | Juan José Valiente   | ?' |
|       | DEL   | Roberto Salomone     |    |
| D. T. | D. T. | Antonio Carbajal     |    |

|  | MED | Orlando Bandala       | ?' |
|  | DEL | Horacio López Salgado | ?' |

|  | MED | Mario Cuevas  | ?' |
|  | DEL | Rafael Chávez | ?' |

|  |  |  |

| Acierto de penal · Acierto de penal · Fallo de penal (atajado) · Fallo de penal · Fallo de penal (atajado) | Javier Guzmán Juan Manuel Alejandrez Héctor Pulido Eladio Vera Alberto Quintano | 1:0 2:1 2:2 2:3 |

| Acierto de penal · Fallo de penal · Acierto de penal · Acierto de penal | Rafael Chávez Carlos Gómez Jorge Davino José de Jesús Valdez | 1:1 1:2 2:2 2:3 |

| Principal | Alfonso González Archundia |

|       | POR   | Enrique Meza           |    |
|       | DEF   | Marco Antonio Ramírez  |    |
|       | DEF   | Javier Guzmán          |    |
|       | DEF   | Alberto Quintano       |    |
|       | DEF   | Javier Sánchez Galindo |    |
|       | MED   | Héctor Pulido          |    |
|       | MED   | Juan Manuel Alejándrez |    |
|       | MED   | Cesáreo Victorino      | ?' |
|       | DEL   | Fernando Bustos        |    |
|       | DEL   | Eladio Vera            |    |
|       | DEL   | Alberto Gómez          | ?' |
| D. T. | D. T. | Raúl Cárdenas          |    |

|       | POR   | Darío Miranda        |    |
|       | DEF   | Guillermo García     |    |
|       | DEF   | Héctor Santoyo       |    |
|       | DEF   | Ernesto Pedraza      |    |
|       | DEF   | Carlos Gómez         |    |
|       | MED   | Jorge Davino         |    |
|       | MED   | Salvador Enríquez    | ?' |
|       | MED   | Mario Ayala          |    |
|       | DEL   | José de Jesús Valdez |    |
|       | DEL   | Juan José Valiente   | ?' |
|       | DEL   | Roberto Salomone     |    |
| D. T. | D. T. | Antonio Carbajal     |    |

|  | MED | Orlando Bandala       | ?' |
|  | DEL | Horacio López Salgado | ?' |

|  | MED | Mario Cuevas  | ?' |
|  | DEL | Rafael Chávez | ?' |

|  |  |  |

| Acierto de penal · Acierto de penal · Fallo de penal (atajado) · Fallo de penal · Fallo de penal (atajado) | Javier Guzmán Juan Manuel Alejandrez Héctor Pulido Eladio Vera Alberto Quintano | 1:0 2:1 2:2 2:3 |

| Acierto de penal · Fallo de penal · Acierto de penal · Acierto de penal | Rafael Chávez Carlos Gómez Jorge Davino José de Jesús Valdez | 1:1 1:2 2:2 2:3 |

| Principal | Alfonso González Archundia |

| Campeón de Campeones 1971-72 |
| ---------------------------- |
|                              |
| León                         |
| 5° Título                    |